# Sarota estrada
Sarota estrada is een vlindersoort uit de familie van de prachtvlinders (Riodinidae), onderfamilie Riodininae.
Sarota estrada werd in 1928 beschreven door Schaus.